# Ramón del Río
Juan Ramón del Río (* 31. August 1900 in Bahía Blanca; † im 20. Jahrhundert) war ein argentinischer Chirurg, Politiker der Unión Cívica Radical und  Diplomat.

## Werdegang
Er besuchte das Colegio Rivadavia und das Colegio Don Bosco in Bahía Blanca.
1916 engagierte er sich in der Präsidentschaftskampagne von Hipólito Yrigoyen.
1917 stand er das erste Mal für die Unión Cívica Radical auf einer Tribüne auf dem Plaza Rivadavia in die er 1918 eintrat.
1917 und 1918 gab er mit Telémaco Grillo die Schülerzeitungen „Juventud“ und „Revista del Centro de Estudiantes Secundarios“ heraus.
1918 nahm er am reformorientierten Studentenstreik teil, wurde verhaftet und nahm an der Gründung des Centro de Estudiantes Secundarios teil.
1919 erwarb er die Hochschulreife am Colegio Nacional de Bahía Blanca.
1920 nahm er ein Studium der Medizin auf.
1922 nahm er an der Kandidaturkampagne der Ärzte José Luis Cantilo-Luis Monteverde teil und bereiste mehrere Städte in der Provinz.
1926 nahm er am Wahlkampf für die Kandidatur von Valentín Vergara und Victorino de Ortuzar teil und unternahm eine ausgedehnte Tournee durch die Provinz Buenos Aires.
Ende 1926 wurde er zum Doktor der Medizin an der Universidad de Buenos Aires promoviert.
1927 war er am Krankenhaus von Buenos Aires angestellt.
1928 eröffnete er eine Arztpraxis in Villa Mitre (Bahia Blanca).
Ab 1928 war er für die Unión Cívica Radical in Bahía Blanca engagiert und trat er als Redner an Ständen der Unión Cívica Radical für die zweite Präsidentschaft von Hipólito Yrigoyen, auf.
1929 wurde er zum Vorsitzenden des Jugendausschusses der Unión Cívica Radical von Bahía Blanca gewählt und wurde Preisträger eines Jocs Florals.
1929 und 1930 war er am städtischen Krankenhaus von Bahia Blanca angestellt.
1930 wurde er zum Sekretär der Ärztekammer von Bahía Blanca gewählt.
1931 saß er der Ortsgruppe der Unión Cívica Radical vor.
Von 1929 bis 1936 war er Professor für Geschichte der Nationalen Handelsschule. Der Bildungsminister Lisandro de la Torre erließ ein Dekret, mit welchem Aníbal Ponce und Gregorio Aráoz Alfaro zum Lehramt berufen wurden und De Rió emeritiert wurde.
Am 5. April 1931 wurde er zum Abgeordneten in das Parlament der Provinz Buenos Aires gewählt.
1936 war er Delegierter zum Congreso de Medicina Social in Rosario in der Provinz Santa Fe und zum Segundo Congreso de Mutualidades Antituberculosas.
1936 war er Vorkandidat für den nationalen Abgeordneten der Unión Cívica Radical.
Er war 1935 Vorsitzender des Comiteé pro-libertades democraticas und 1937 der Liga de los Derechos del Hombre.
Er agitierte an Parteiständen in Bibliotheken und Kulturzentren zu den Themen Industriekrankheiten und der Ermüdung der Arbeiter.
Als 1937 der Herausgeber einer Tageszeitung Democracia in Bahia Blanca, Luis E. Vera inhaftiert wurde, übernahm er diese Aufgabe, engagierte sich für Präsidentschaftskampagne von Marcelo Torcuato de Alvear, geriet in den Verdacht, einen Aufruhr zu organisieren, und wurde unter Hausarrest gestellt.
1938 errang er durch eine Abstimmung unter den örtlichen Mitgliedern Unión Cívica Radical eine Kandidatur als Nachrückabgeordneter auf dem fünften Platz der Liste.
Von 1941 bis 1943 war er Präsident der Asociación Medica de Bahia Blanca.
Ab 1941 verlegte er die Revista de la Asociación Medica de Bahia Blanca.
1942 war er Kandidat für das Bürgermeisteramt von Bahia Blanca für die Unión Cívica Radical.
Ab Mitte August 1945 war Juan Ramón del Río in der Amtszeit von Juan Atilio Bramuglia, welcher vom Militärregime von Edelmiro Julián Farrell als Gouverneur der Provinz Buenos Aires eingesetzt worden war, Innenminister der Provinz Buenos Aires.
Am 19. September 1945 rückte er aus der Rolle des Innenministers der Provinz Buenos Aires durch einen, mit dem Militärregime nicht abgesprochen, Rücktritt von Juan Atilio Bramuglia in die Rolle des Gouverneurs von Buenos Aires; an diesem Tag fand der Marcha por la Constitución y la Libertad an dem eine viertel Million Menschen ihre Opposition zum Militärregime auf den Straßen von Buenos Aires demonstrierten, statt. Er wurde in diesem Amt am 24. September 1945 von Luis R. Longhi abgelöst, der ebenfalls nur fünf Tage amtierte.
Vom 21. Mai 1945 bis 23. September 1945 war Spruille Braden, Botschafter der Vereinigten Staaten in Buenos Aires, der durch diplomatisches Talent zum Geburtshelfer der Wahl von Juan Peron zum Präsidenten der Republik wurde.
In der ersten Amtsperiode von Juan Peron als argentinischer Präsident war De Rio Gesandtschaftsrat in Rio de Janeiro und von 14. September 1948 bis 1953 war er Botschafter in Bogotá. Diese Phase wird in der kolumbianischen Geschichte La Violencia bezeichnet, bei der in bis dahin nicht gekannter grausamer Gewalttätigkeit politische Konflikte ausgetragen wurden.
| Vorgänger             | Amt                                                                   | Nachfolger             |
| --------------------- | --------------------------------------------------------------------- | ---------------------- |
| Juan Atilio Bramuglia | Gouverneur von Buenos Aires 19. September 1945 bis 24. September 1945 | Luis R. Longhi         |
| Juan Carlos Tascheret | Argentinischer Botschafter in Bototá 14. September 1948 bis 1953      | Enrique Martínez Luque |